# Obinitsa
Obinitsa (Obiniste, Abinitsa, Kirikmäe) – wieś w Estonii, w prowincji Võru, w gminie Meremäe.
We wsi znajduje się prawosławna cerkiew, z której korzystają mieszkańcy - mniejszość Setu.  Na wzgórzu, nad Jeziorem Obinitsa ustawiony jest pomnik Śpiewającej Matki, ustawiony na cześć m.in. setuskiej poetki i pieśniarki, Hilany Taarki. W pobliżu świątyni położony jest cmentarz, na którym znajduje się grób tej twórczyni.

## Galeria
- Plik:Obinitsa_Kunstizaal.jpg
- Plik:Obinitsa_muuseum_(2015).jpg
- Plik:Obinitsa_tsässon_2013_sügis.JPG
- Plik:Obinitsa_kirik_2013_sügis.JPG
- Plik:Cemetery_in_Obinitsa,_Setomaa_region,_Estonia._Kalmistu_Obinitsa.jpg

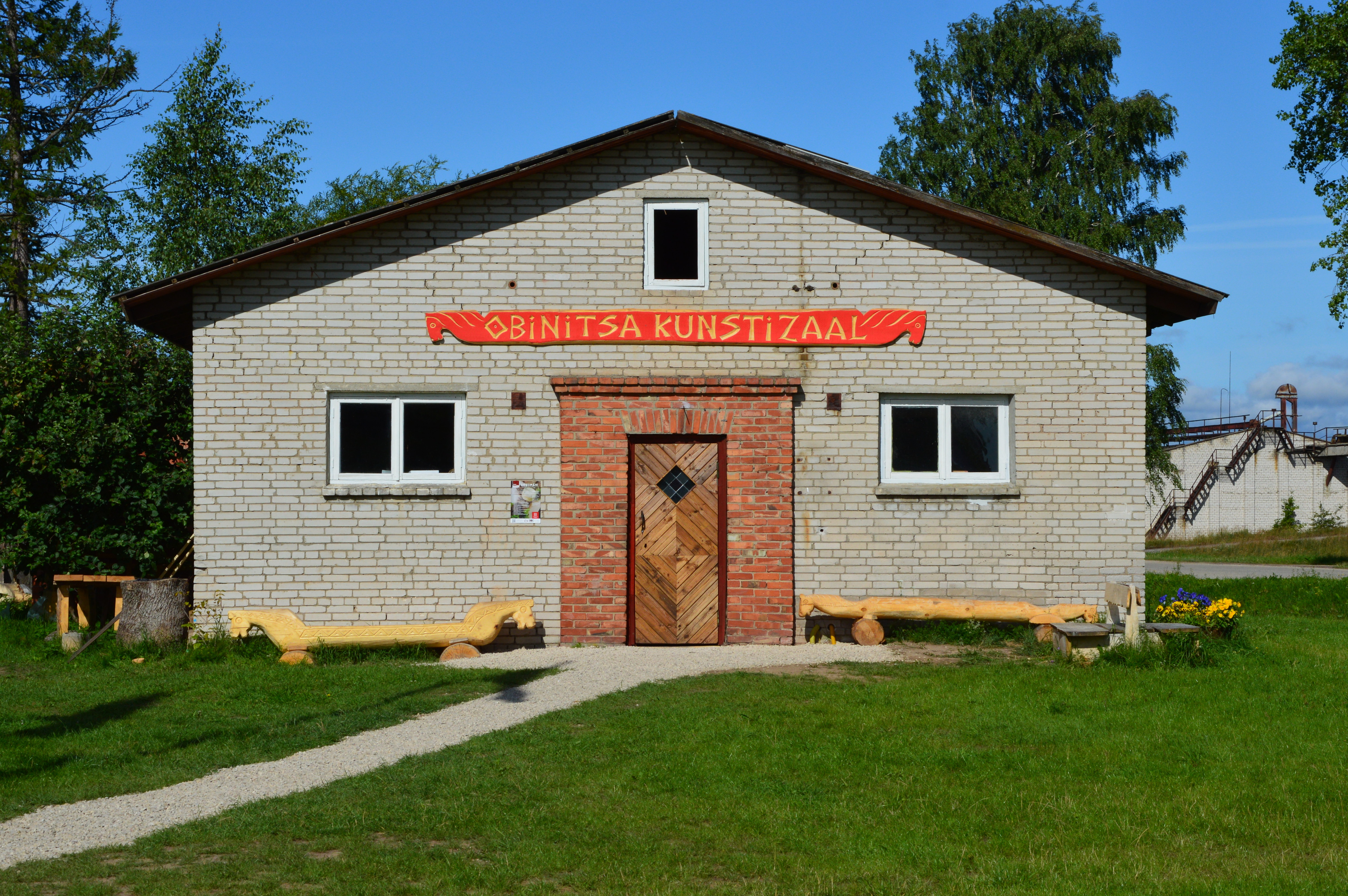
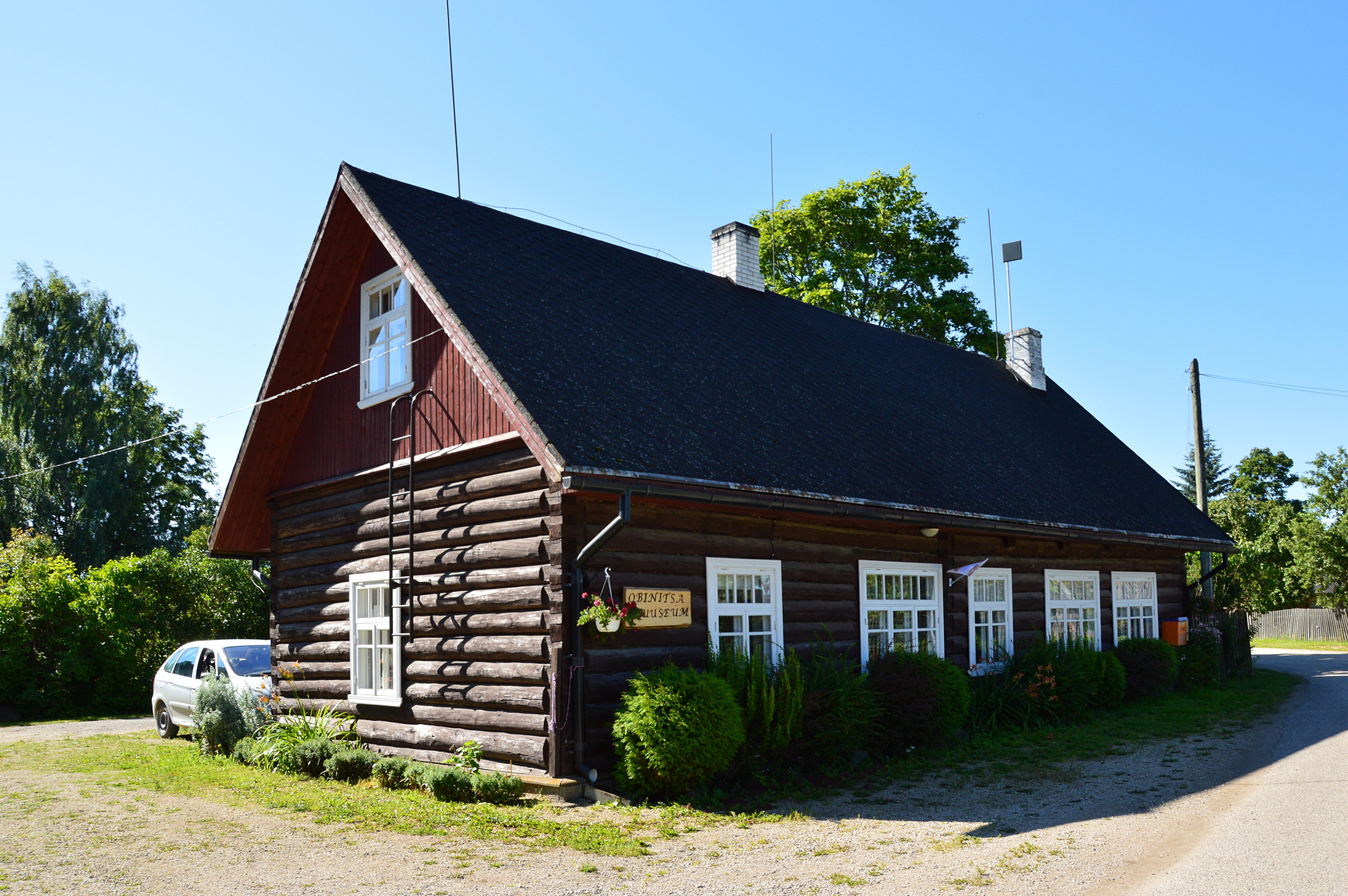
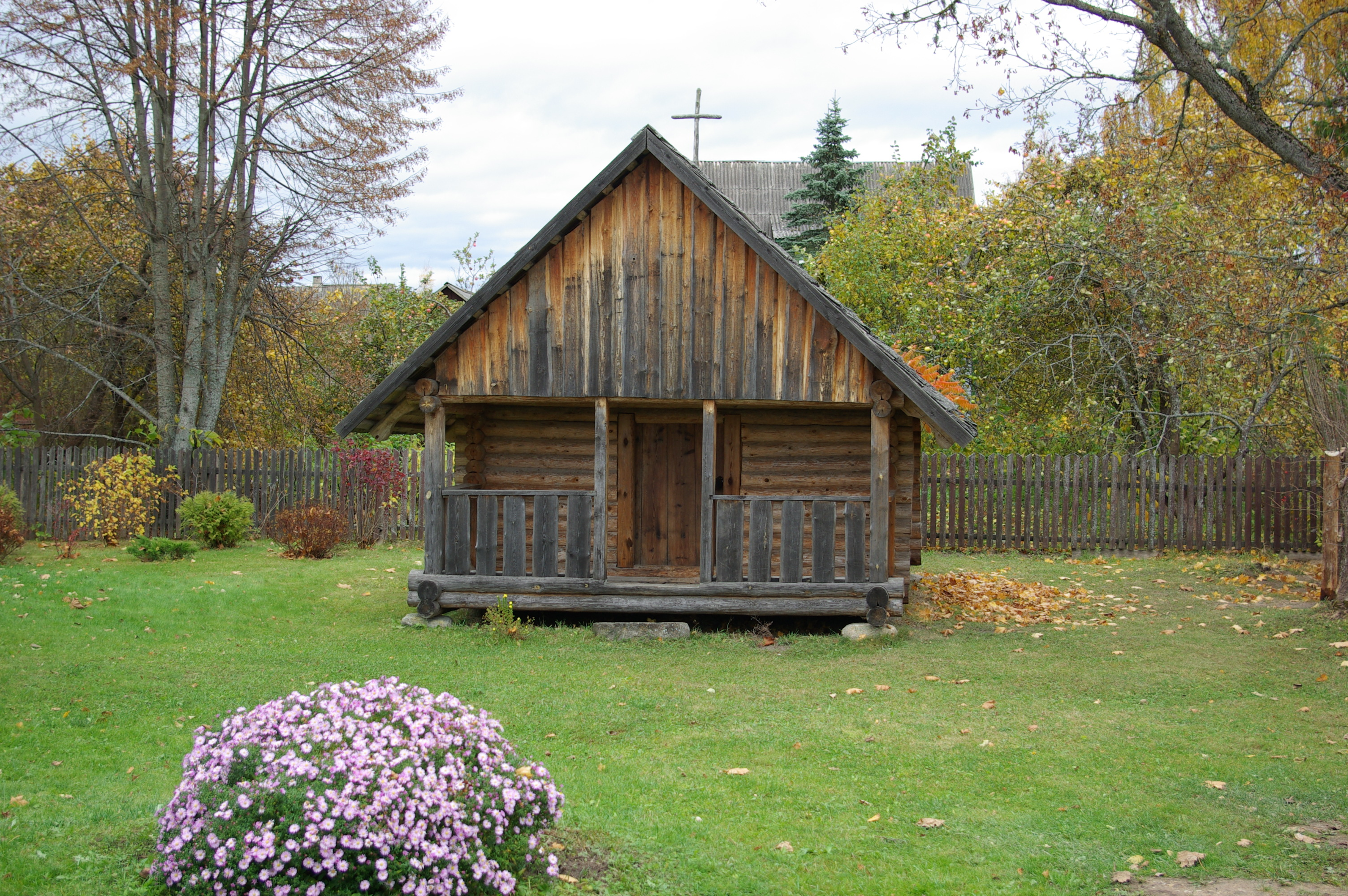
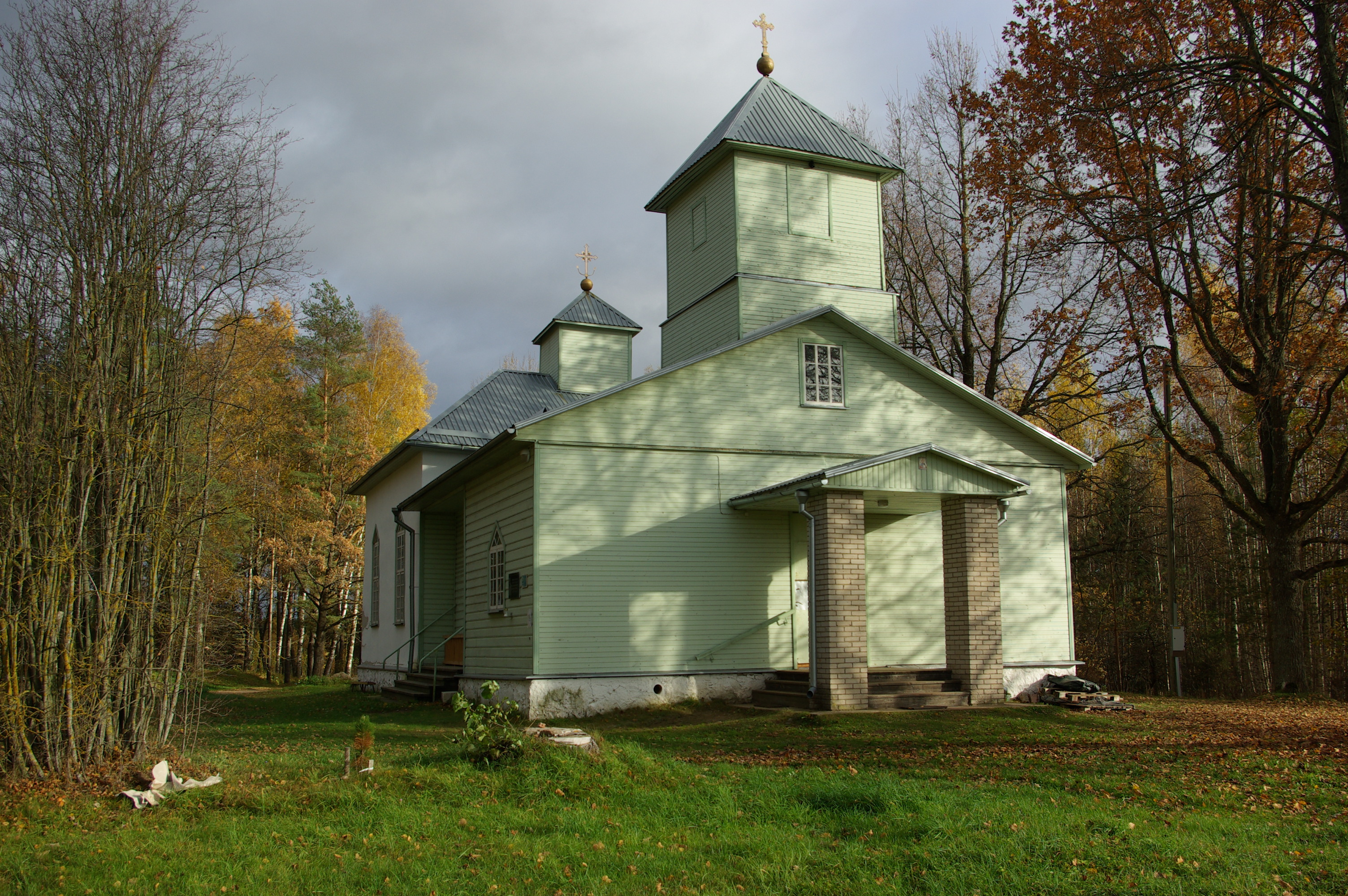
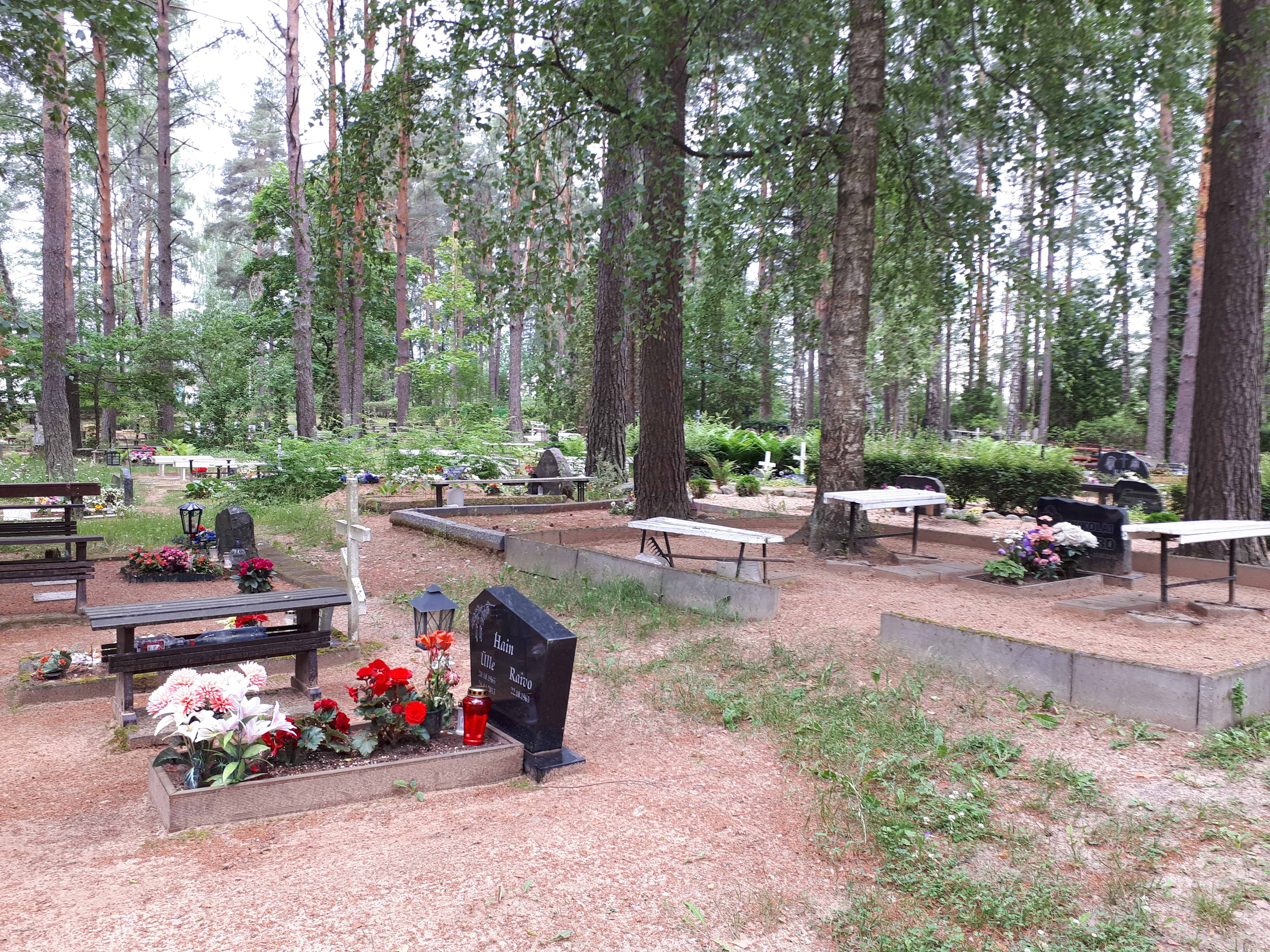
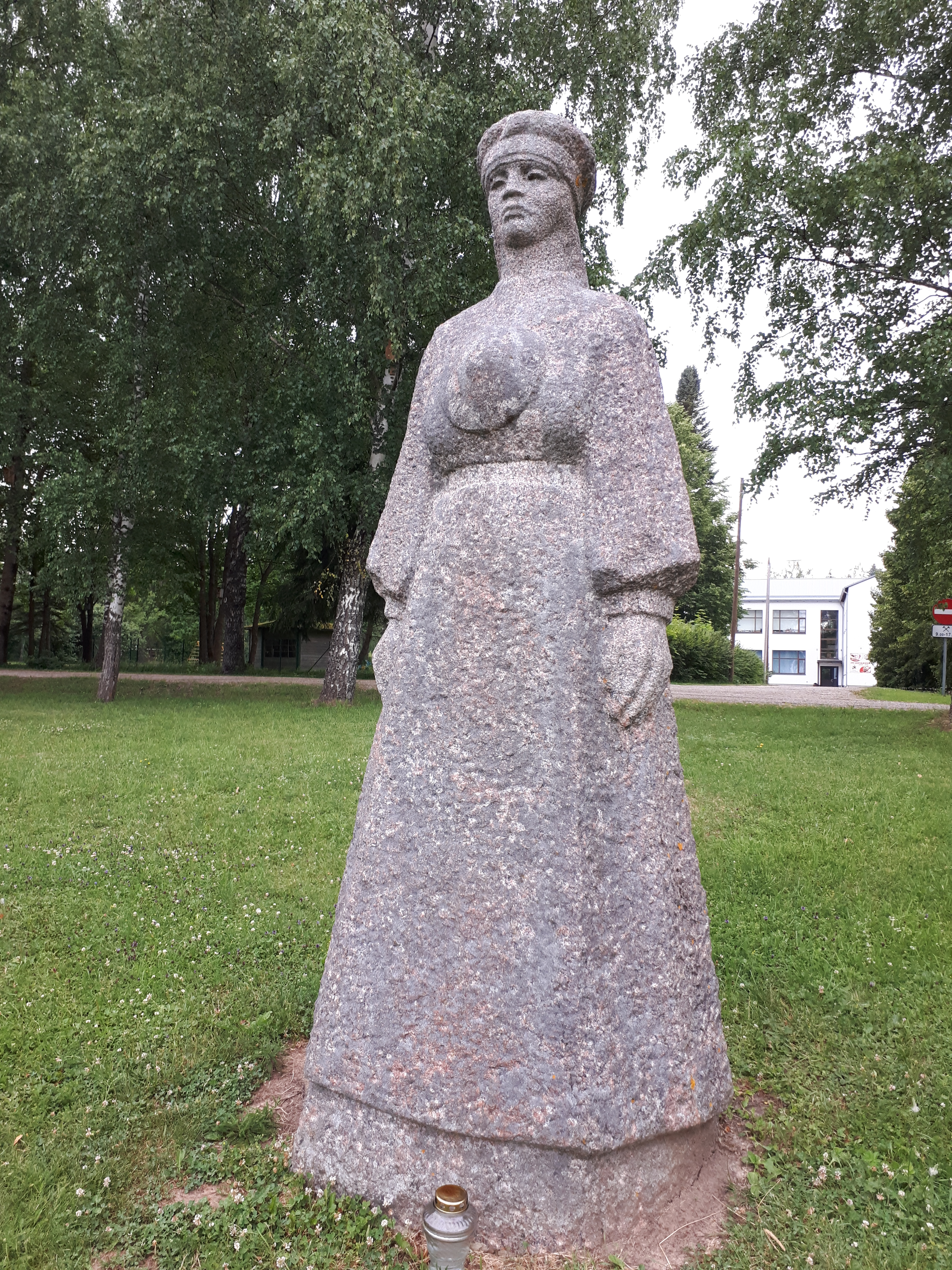
Plik:Monument_of_Singing_Mother_Hilana_Taarka,_Obinitsa_village_Setomaa_region,_Estonia.jpgPomnik "Śpiewająca Matka"
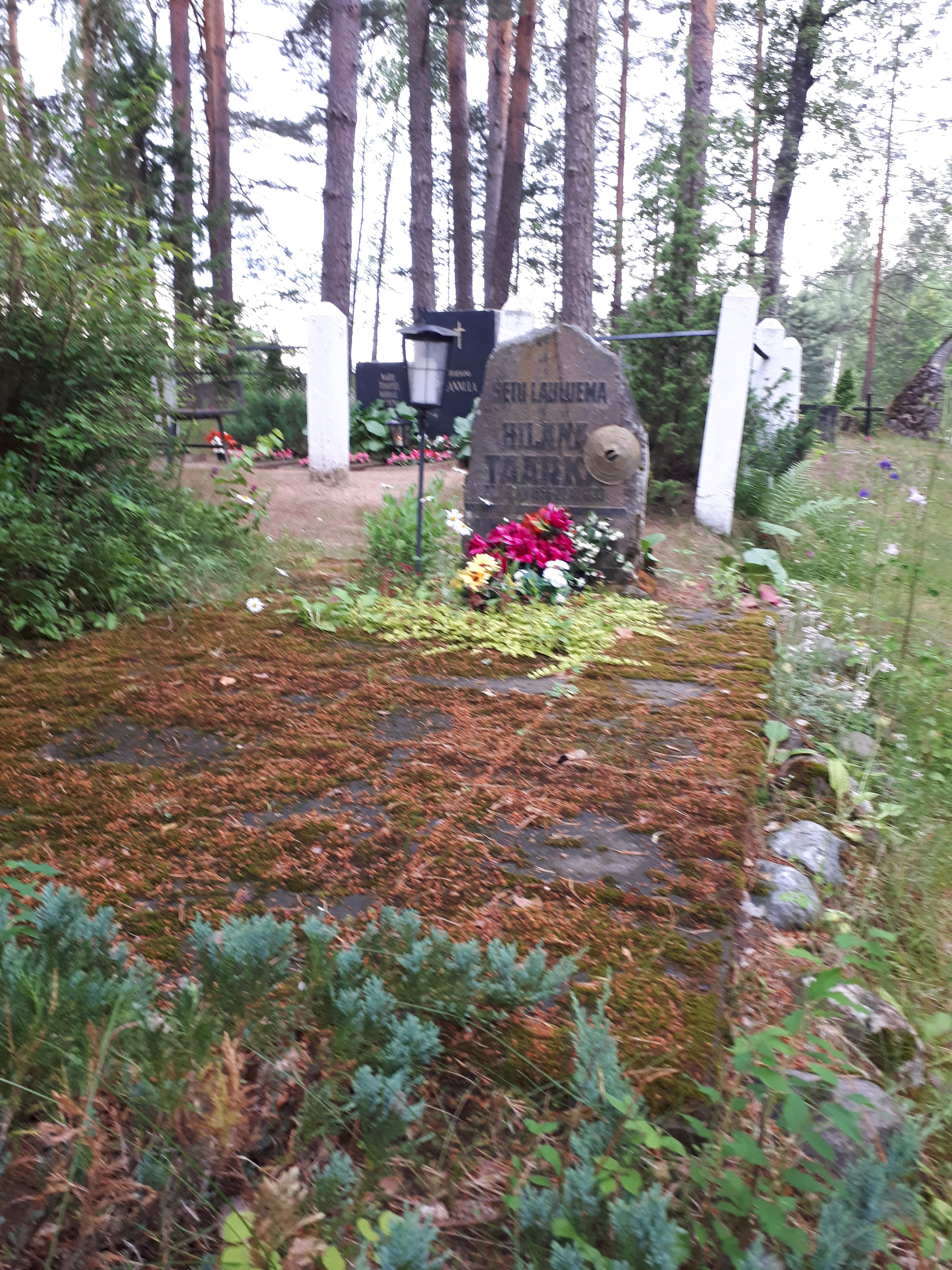

- Plik:Hilana_Taarka_grave_Obinitsa_Estonia.jpg